# سلافا بولونين
 بولونين سلافا  (بالروسية: Полунин, Вячеслав Иванович) هو فياتشيسلاف إيفانوفيتش فنان استعراضي و مهرج روسي، من مواليد 12 يونيو 1950 في مدينة نوفوسيل التي كانت تنتمي إلى الاتحاد السوفيتي سابقاً وروسيا حالياً.
أبدع العديد من العروض الشهيرة مثل سلافا سنوشو.

## روابط خارجية
- سلافا بولونين على موقع IMDb (الإنجليزية)
- سلافا بولونين على موقع ميوزك برينز (الإنجليزية)
- سلافا بولونين على موقع قاعدة بيانات برودواي على الإنترنت (الإنجليزية)
- سلافا بولونين على موقع قاعدة بيانات الفيلم (الإنجليزية)